# Midland Oil Company
Midland Oil Company é uma companhia petrolífera estatal do Iraque.

## História
A companhia foi estabelecida como a quarta grande subsidiaria da Iraq National Oil Company, em meados de 2010.